# Deutscher Richterbund
Deutsche Richterbund (DRB; pełna nazwa: Deutscher Richterverbund – Bund der Richterinnen und Richter, Staatsanwältinnen und Staatsanwälte) – największe niemieckie stowarzyszenie zawodowe skupiające niemieckich sędziów i prokuratorów. Powstało w 1909 r.

## Działalność
Posiada 16 oddziałów regionalnych (największy z nich Landvertrag Nordrhein-Westfalen – oddział w Nadrenii Północnej-Westfalii).
DRB prowadzi stałą współpracę z Amtsrichterverband (Karlsruhe) i Niedersächsischer Richterbund (Hanower). Wydaje „Deutsche Richerzeitung”.
W cyklu 4-letnim organizuje Niemiecki Dzień Sędziów i Prokuratorów (Deutscher Richter- und Staatsanwaltstag, RiStA-Tag). Od 1991 co 2 lata władze stowarzyszenia przyznają również Nagrodę Praw Człowieka DRB (Menschenrechtspreis des Deutschen Richterbundes).
Siedziba stowarzyszenia mieści się przy Kronenstraße 73/74 w ścisłym centrum Berlina, w tym samym budynku co zrzeszający niemieckich notariuszy – Deutscher Notarverein.
Od 27 kwietnia 2007 przewodniczącym DRB jest Christoph Frank z Fryburga Bryzgowijskiego. Jego zastępcami są natomiast Brigitte Kamphausen i Hanspeter Teetzmann.

### Przewodniczący

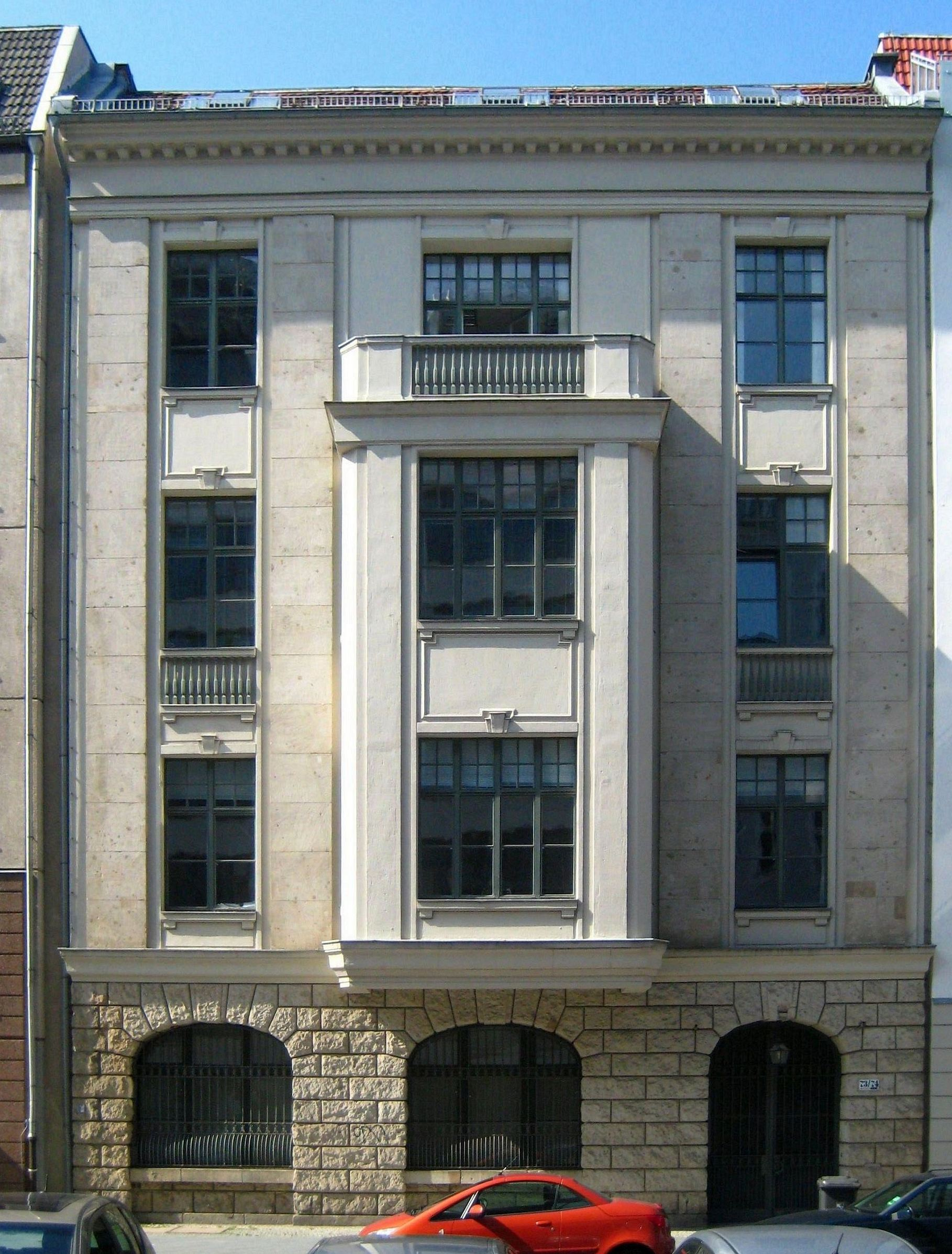
Kronenstraße 73/74 w Berlinie – główna siedziba DRB

- 1909–1922: Johannes Leeb
- 1922–1929: Josef Max Reichert
- 1930–1933: Karl Linz
- 1949–1951: Eberhard Kuchtner
- 1951–1955: Anton Konrad
- 1955–1959: Ernst Grosser
- 1960–1965: Hans Meuschel
- 1965–1967: Heinrich Barth
- 1967–1973: Bernhard Drees
- 1973–1977: Albert von Kenne
- 1977–1980: Leo Witte
- 1980–1987: Helmut Leonardy
- 1987–1992: Franz Joseph Pelz
- 1992–2001: Rainer Voss
- 2001–2003: Geert Mackenroth
- 2003–2007: Wolfgang Arenhövel
- 2007-: Christoph Frank

### Nagroda Praw Człowieka
Laureaci Nagrody Praw Człowieka (Menschenrechtspreis des Deutschen Richterbundes):
| Rok  | Laureat                                | Zawód      | Państwo   |
| ---- | -------------------------------------- | ---------- | --------- |
| 1991 | Augusto Zuniñga Paz                    | adwokat    | Peru      |
| 1993 | Olisa Agbakoba                         | adwokat    | Nigeria   |
| 1995 | Hüsnü Öndül                            | adwokat    | Turcja    |
| 1997 | Abraham Antonio Polo Uscanga (posthum) | sędzia     | Meksyk    |
| 1999 | Wiera Stramkouskaja                    | adwokat    | Białoruś  |
| 2001 | Celvin Galindo                         | prokurator | Gwatemala |
| 2003 | Mariama Cissé                          | sędzia     | Nigeria   |
| 2005 | Zheng Enchong                          | adwokat    | Chiny     |
| 2007 | Nasser Zarafshan                       | adwokat    | Iran      |
| 2009 | Anwar al-Bunni                         | adwokat    | Syria     |